# ポートランド・ストリートカー
ポートランド・ストリートカー（Portland Streetcar）は、アメリカ・オレゴン州の郡庁所在地であるポートランド中心部を走る路面電車。専用軌道が多い郊外鉄道であるライトレールとは異なり、都心の併用軌道を走行する"ストリートカー"（Streetcar）と呼ばれる旧来の路面電車と同様の形式を採用している。車両と路線はポートランド市が所有しているが、運営はトライメットが、管理は"PSI"（Portland Streetcar Incorporated）によって行われている。2001年に開業して以降の高い実績はアメリカにおける路面電車計画に大きな影響を与えた。

## 歴史

### 開通まで
アメリカ合衆国では1981年に開通したサンディエゴ・トロリー以降、長距離の専用軌道を有し、都市部と郊外を結ぶ都市旅客鉄道であるライトレールの建設が各地の都市で行われた。ポートランドでも1986年に開通した、トライメットが所有するMAX（マックス）と言う愛称のライトレール路線が多数の乗客に利用されている。
一方、それ以前からアメリカに存在していた都市部の併用軌道を主体とした旧来の路面電車はストリートカー（Streetcar）と呼ばれ区別されており、1976年に開通したデトロイトの路線などそのほとんどがPCCカーを始めとした旧型電車やそれらを基に製造された車両（レプリカ）を用い、休日や日中など特定の時間のみ運行する保存鉄道や観光鉄道の趣が強いものであった。ポートランドの市街地北部にあるパール地区の再開発にあたり、1940年代に廃止されたポートランド市内の路面電車を復活させると言う案が1988年に出された際も、旧型電車を基に作られたレプリカを導入する事が計画されていた。だが1995年に路面電車の管理を行う非営利公益法人である"PSI"（Portland Streetcar Incorporated）が設立されるにあたり、定員増加や導入費用、バリアフリーの観点から計画が見直され、超低床電車が走る近代的な路面電車とする事が決定した。
路線建設は1999年に始まり、ライトレールである"MAX"と異なりほとんどの区間が併用軌道として従来の道路上に敷設された。またレールに関してもライトレールよりも規格が小さい事から断面寸法や重量を抑えたものを用い、建設費用を削減した。車両についてはチェコのシュコダ・トランスポーテーション製の車両を7編成発注した。これらのプロジェクト全体の費用（5,690万ドル）の殆どは地元から支出されたもので、連邦政府からの補助金は500万ドルのみであった。
最初の路線である、ポートランド州立大学やパール地区、レガシー・グット・サマリタン医療センターを経由する環状線が開通したのは2001年7月20日で、これがアメリカ合衆国における第二次世界大戦後初の"ストリートカー"の新規路線となった。

### 開通後の盛況、路線延長
都市中心部の公共交通を担う路面電車（ストリートカー）の計画が本格的に始動した1990年代後半以降パール地区の発展は急速に進み、高層マンションや店舗が多数立ち並ぶようになった。沿線への投資額は35億ドルを超え、1万戸以上の住宅や床面積50万㎡以上のオフィス、多数の商業施設やホテルが開業し、ストリートカーを軸とした再開発事業はアメリカにおける都市再開発のモデルと見做されるほどの大成功を収めた。路面電車の利用客についても、開業前の1997年に想定されていた2,700 - 4,700人を超え、2001年9月の時点で毎日6,000 - 8,000人の利用客を記録するに至った。これらの功績が評価され、2005年にポートランド・ストリートカーは優れた都市開発に贈られるルディー・ブルーナー賞の金賞を獲得した。
2004年以降はリバープレイスやムーディー・アベニューなどポートランド南部への路線延伸が続き、現在のノース・サウス・ラインにあたる総延長6.53 km（4マイル）の路線網は2007年4月までに開通した。

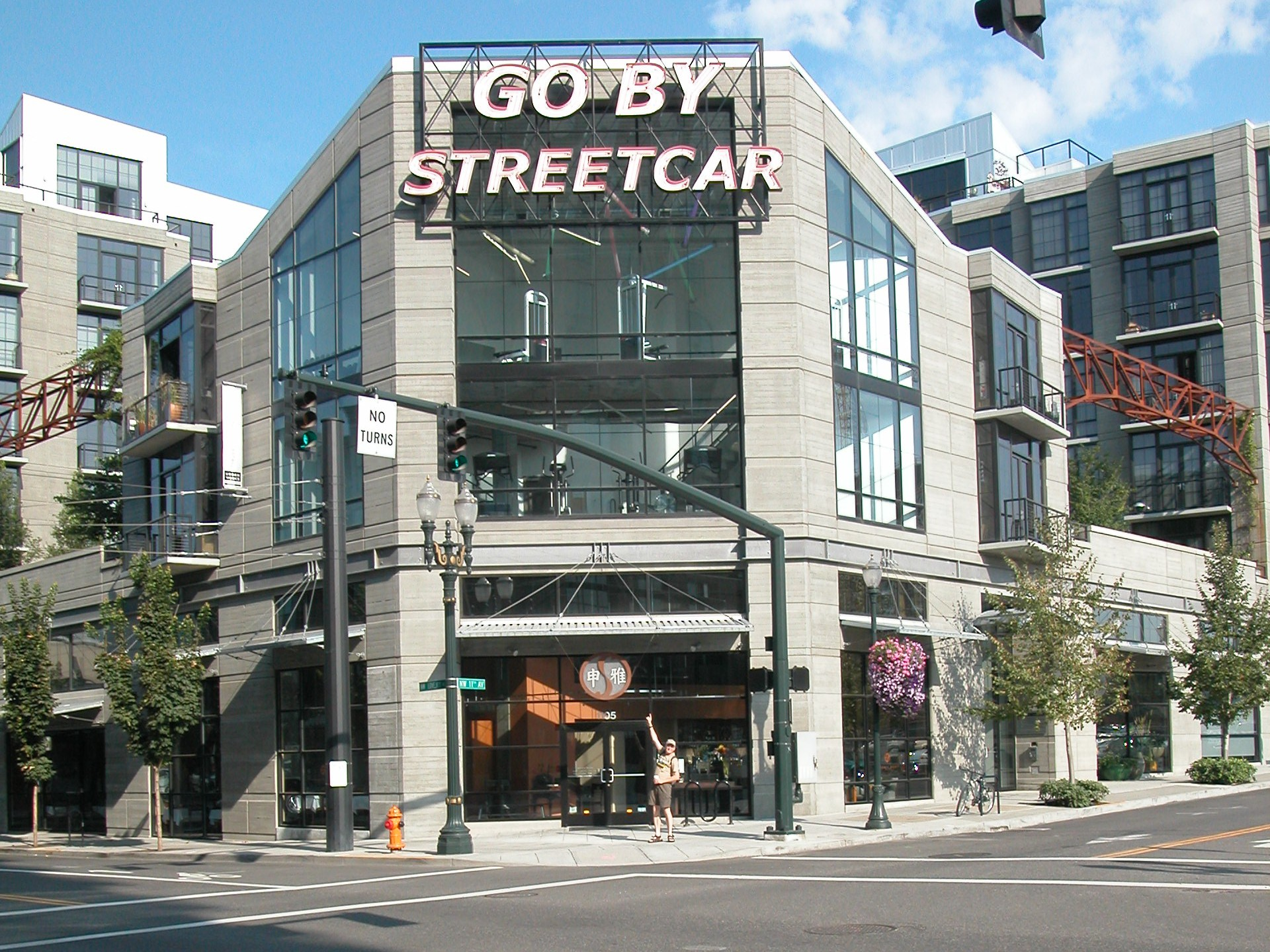
パール地区には"Go By Streetcar"と言うキャッチフレーズの看板が多数存在する

一方、オレゴン・コンベンション・センターやオレゴン化学産業博物館が存在するポートランド東部へ向けた路線建設も1997年から計画されており、2009年4月から建設が開始された。これに際し、2009年2月に制定されたアメリカ再生・再投資法（ARRA）に基づき政府から7,500万ドルの補助金が授与された。そして2012年9月に"セントラル・ループ・サービス"（Central Loop service）と言う愛称で北部の路線が開通し、続く2015年9月に残る南部の路線が開通した事で系統が再編され、2019年現在まで続く3系統による運行が実施されている。

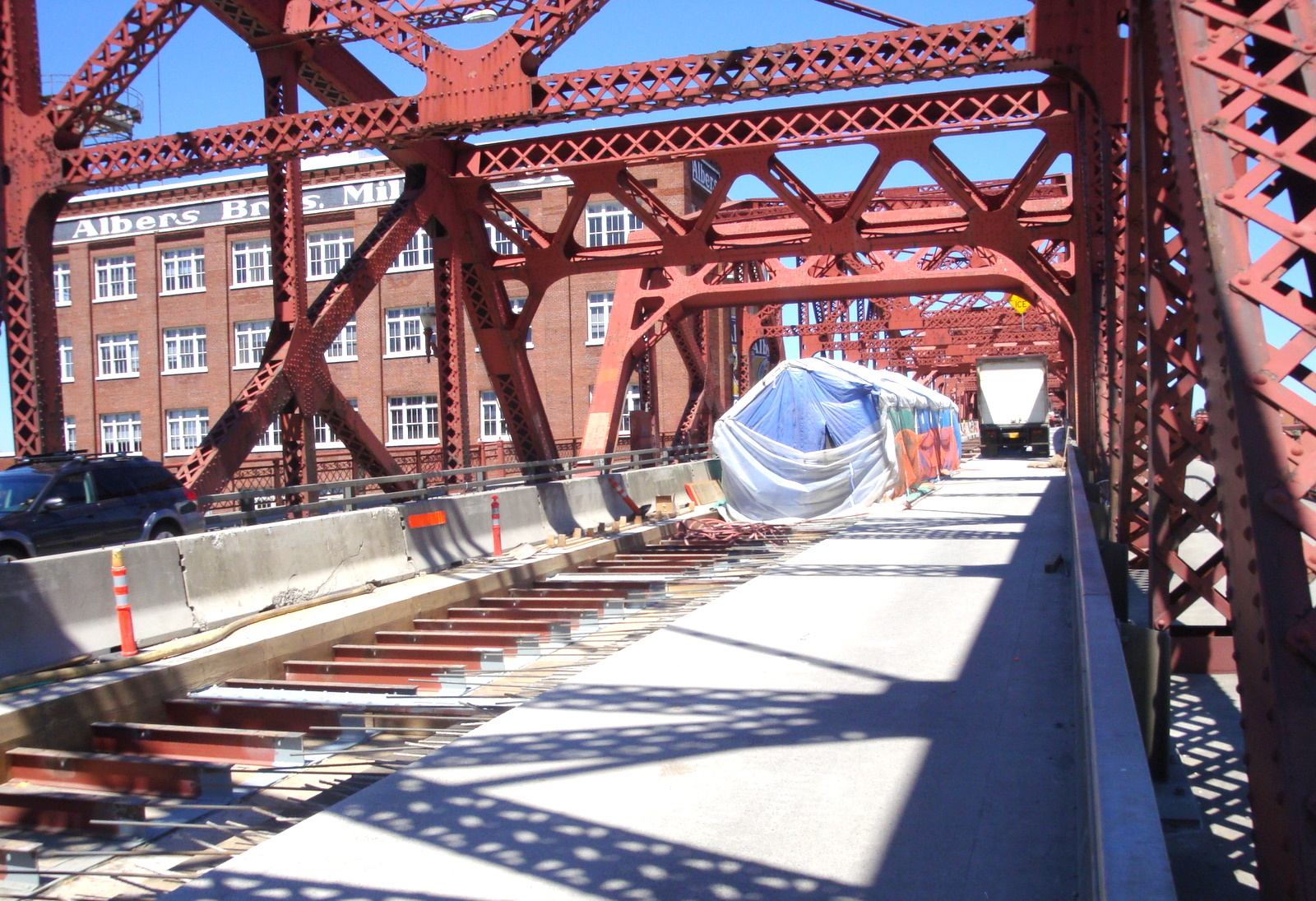
線路敷設工事中のブロードウェイ橋（2010年撮影）
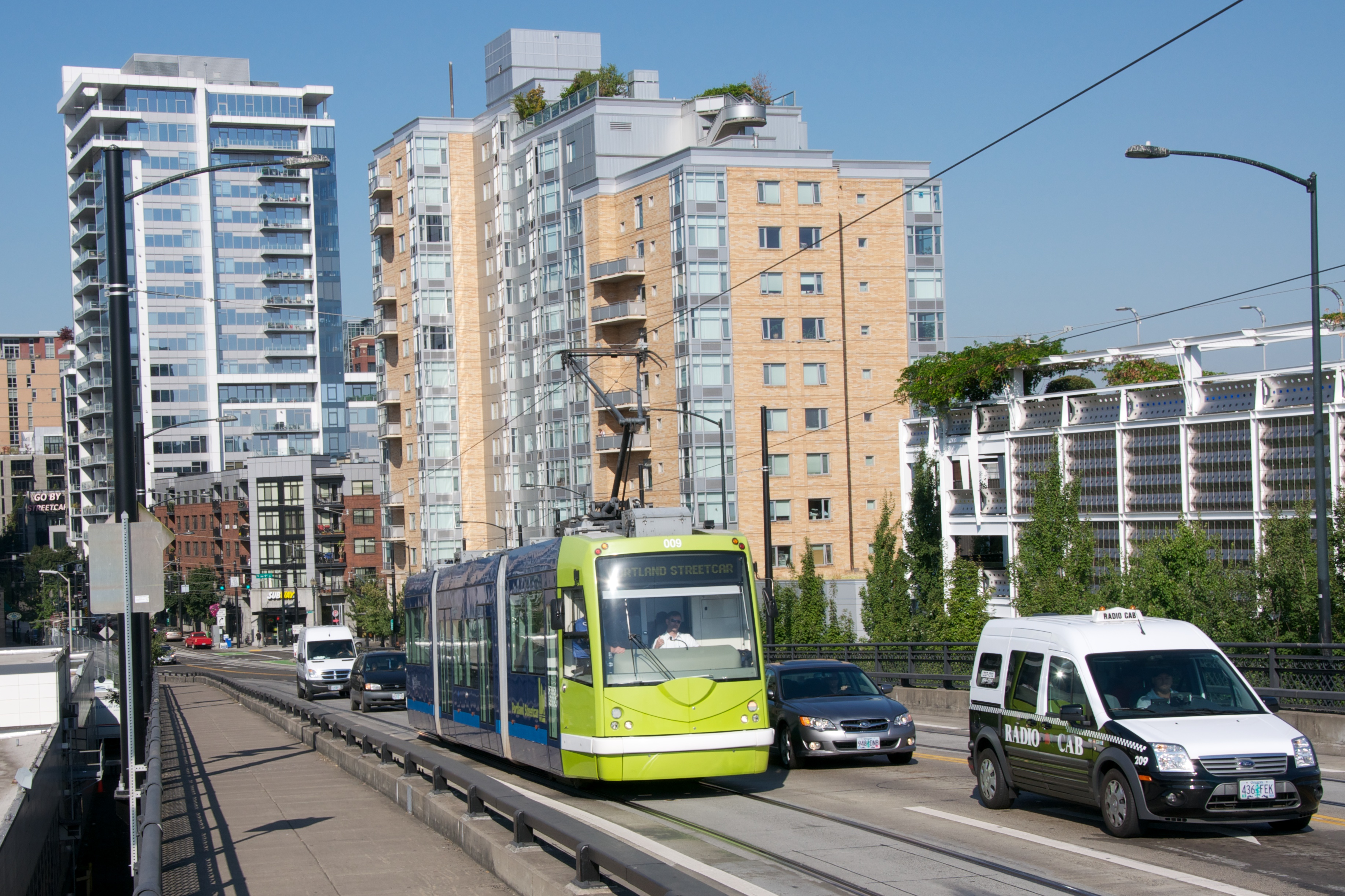
開業初日の"セントラル・ループ・サービス"（2012年撮影）
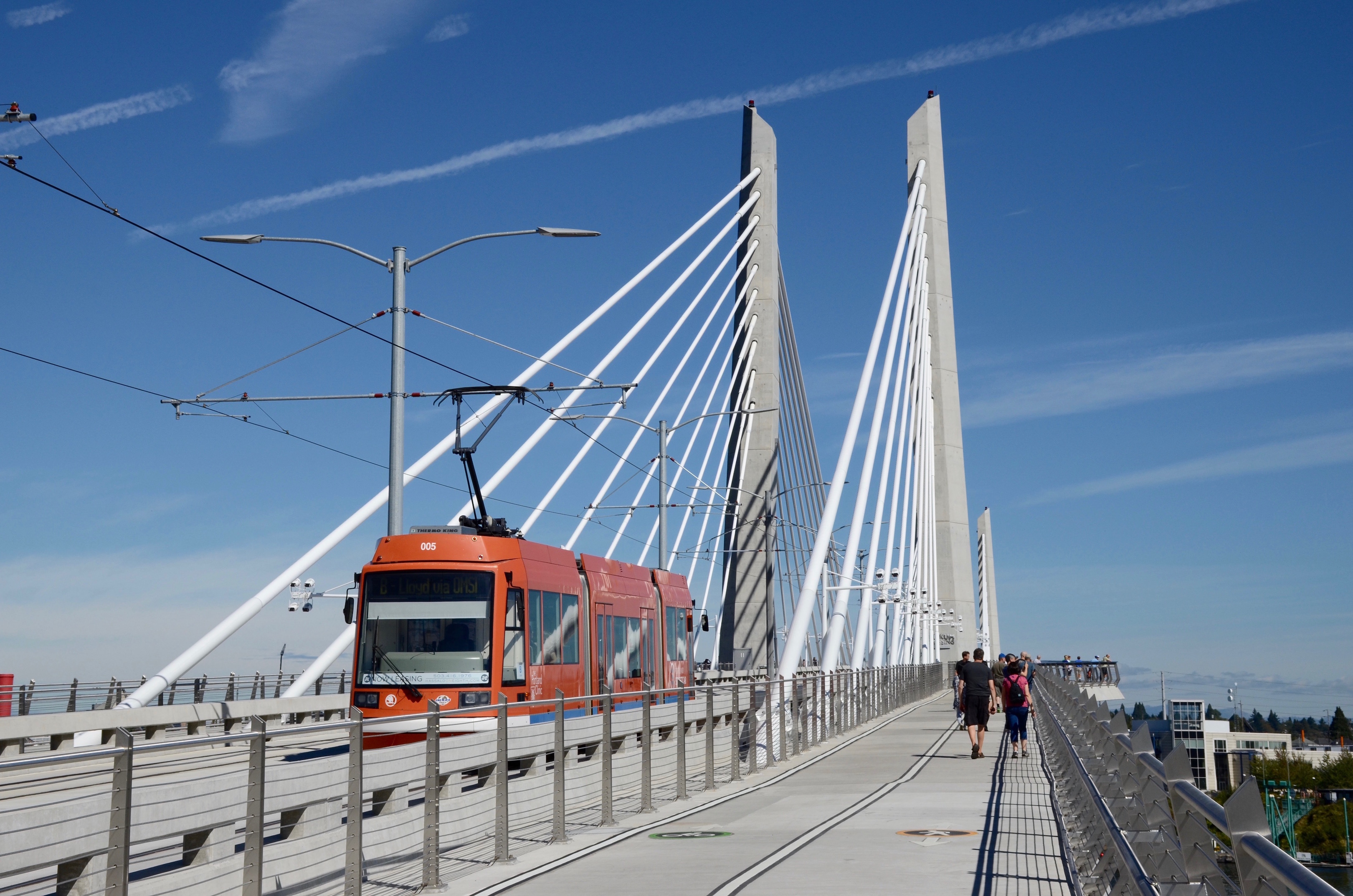
ティリクム・クロッシング（英語版）はMAXライトレールと線路を共有する

## 路線

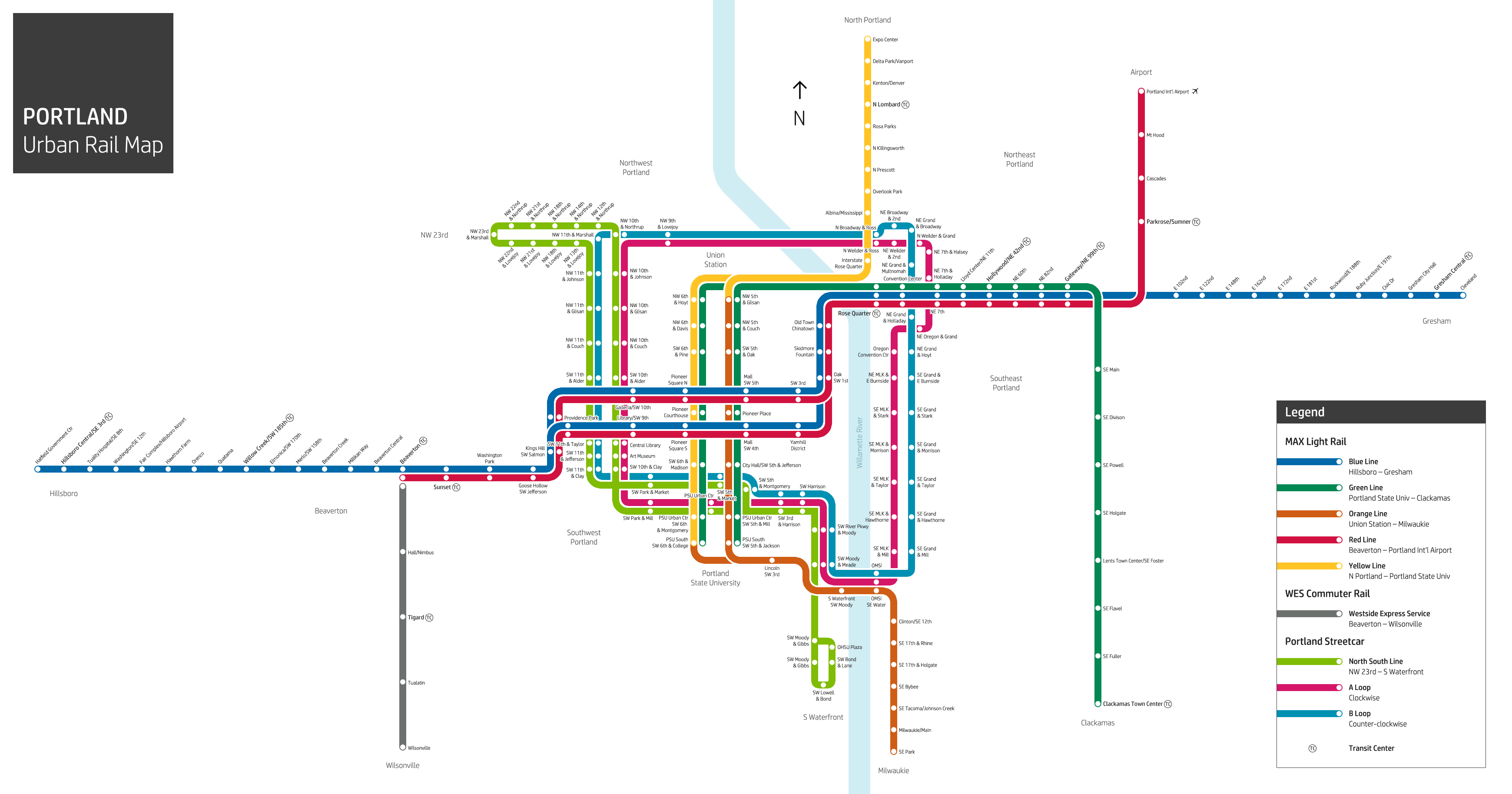
ポートランドの都市鉄道の路線図（2019年現在）
ポートランド・ストリートカーの路線は黄緑（ノース・サウス・ライン）、赤紫（Aループ）・水色（Bループ）

2019年現在、ポートランド・ストリートカーでは以下の3系統が運行している。運転間隔は平日・土曜の朝晩および日曜・祝日は20分、平日・土曜の日中は15分間隔であるが、併用軌道を走行する関係上、道路の混雑状況によってダイヤに乱れが生じる場合があるので利用の際には注意を要する。

### ノース・サウス・ライン
ポートランド・ストリートカーで最初に開通した路線を含む系統。NSライン（NS Line）とも呼ばれ、ウィラメット川西部の路線を走行する。"Northwest 23rd & Marshall"電停と"Southwest Lowell & Bond"電停を起点としているが、路線の大部分が一方通行の単線であるため、行先によって経由する電停が異なる他、夜間の一部列車は区間運転を実施する。

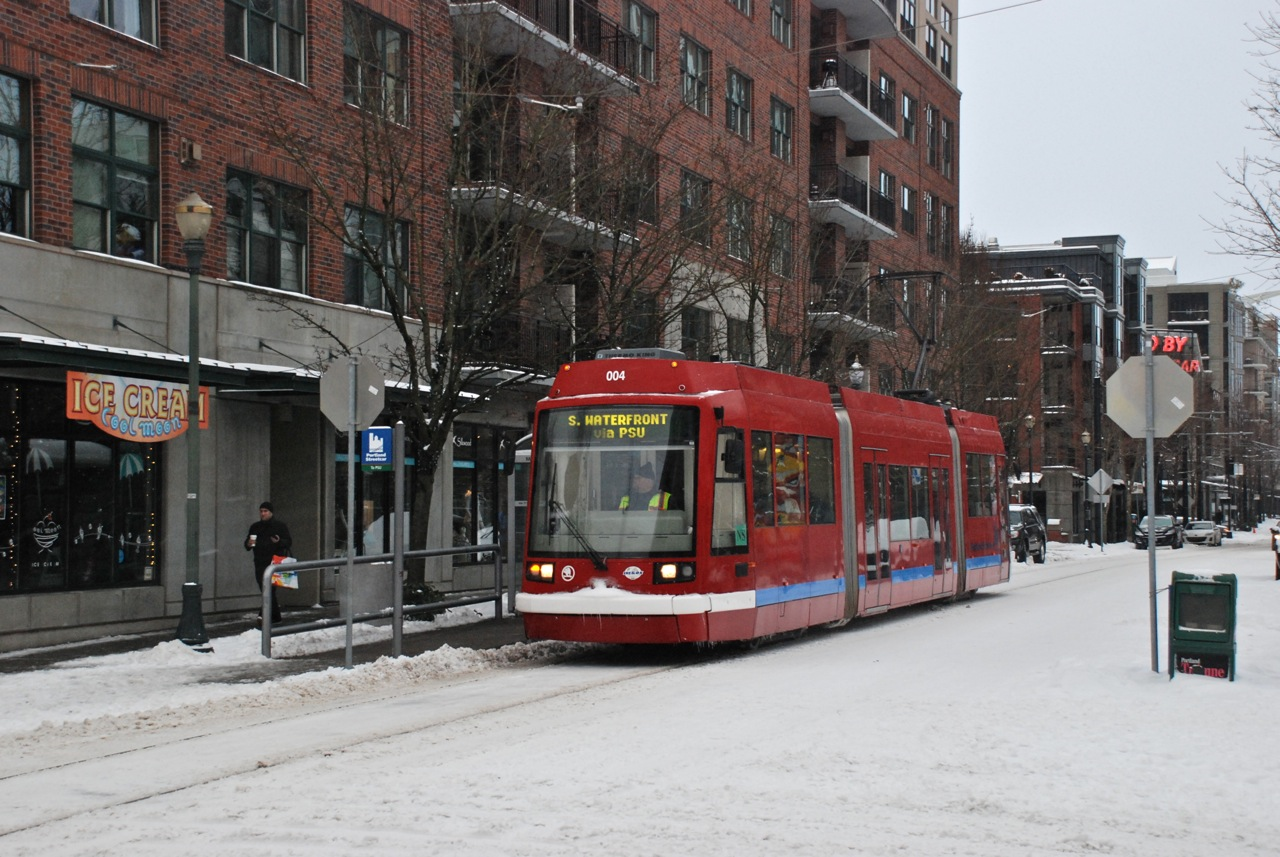
NW 11th & Johnson電停
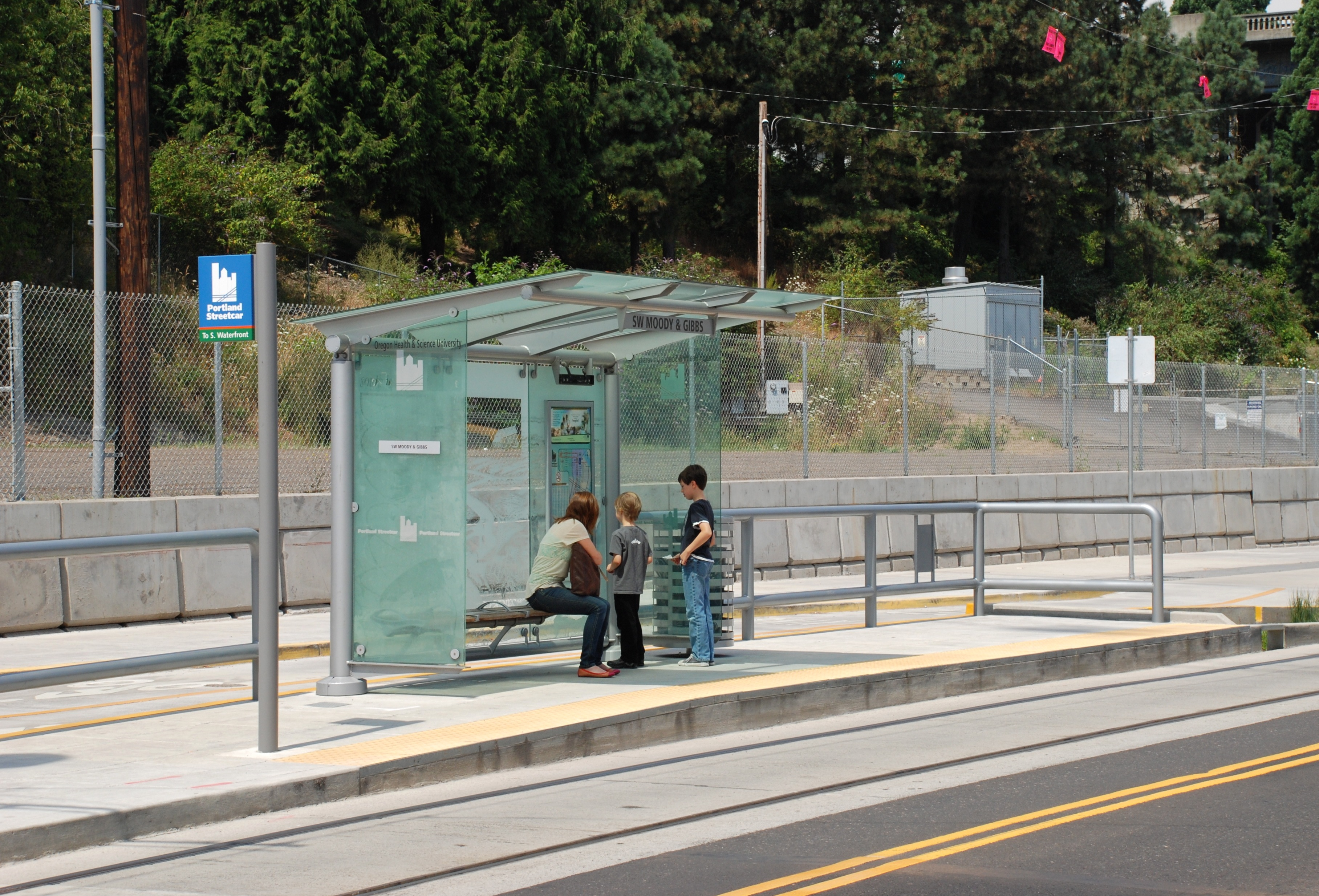
SW Moody & Gibbs電停
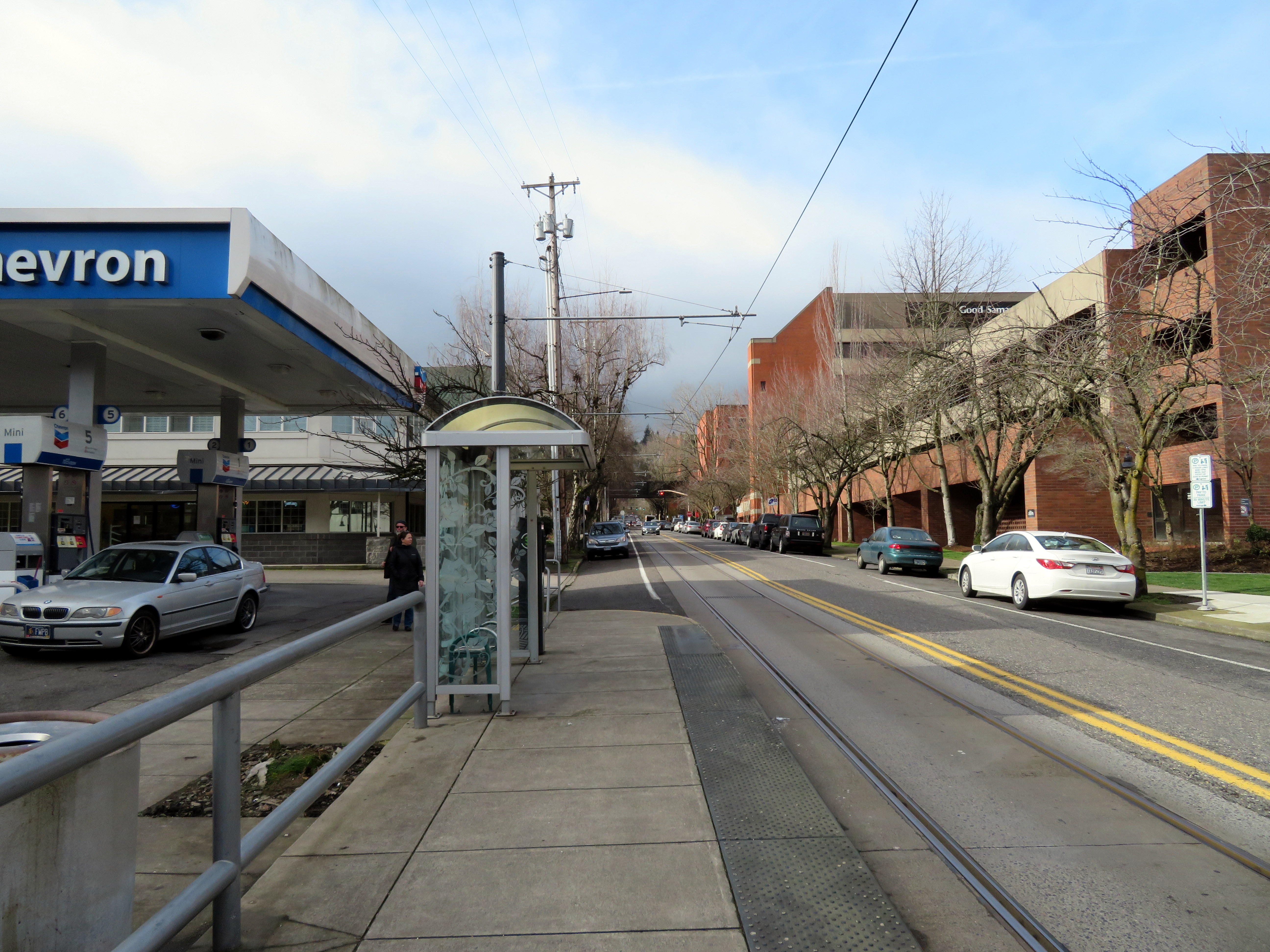
NW 21st & Lovejoy電停

| 系統名                                            | 主要電停 | 備考 |
| ------------------------------------------------- | --- | --- |
| ノース・サウス・ライン （NW 23rd & Marshall方面） | SW Lowell & Bond → SW Moody & Gibbs → SW Moody & Meade → SW 5th & Montgomery → PSU Urban Center → SW 10th & Clay → Central Library → NW 10th & Johnson → NW 10th & Northrup → NW 14th & Northrup → NW 18th & Northrup → NW 23rd & Marshall | SW Moody & Gibbs → SW 5th & Montgomery間はSW Lowell & Bond方面と路線を共有 SW Moody & Meade → NW 10th & Johnson間はAループと路線を共有 SW Moody & Meade → SW 5th & Montgomery間およびNW 10th & Northrup電停付近はBループと路線を共有 |
| ノース・サウス・ライン （SW Lowell & Bond方面）   | NW 23rd & Marshall → NW 18th & Lovejoy → NW 13th & Lovejoy → NW 11th & Johnson → SW 11th & Alder → SW Park & Market → SW 5th & Montgomery → SW Moody & Meade → SW Moody & Gibbs → SW Lowell & Bond                                         | SW 5th & Montgomery → SW Moody & Gibbs間はNW 23rd & Marshall方面と路線を共有 SW 5th & Montgomery → SW Moody & Meade間はAループと路線を共有 NW 11th & Johnson → SW Moody & Meade間はBループと路線を共有                               |

### Aループ・Bループ
ポートランド中心部を流れるウィラメット川を併用軌道を用いた橋梁で跨ぎ、川を挟んだ東西の要所を結ぶ環状系統。時計回りに運行するAループ（A Loop）と反時計回りに運行するBループ（B Loop）が存在し、南部の区間を除き走行する線路や停車する電停が異なる他、Aループ（最終列車およびそれ以前の数便）・Bループ（始発列車および以降の数便）共に区間運転を行う列車が存在する。

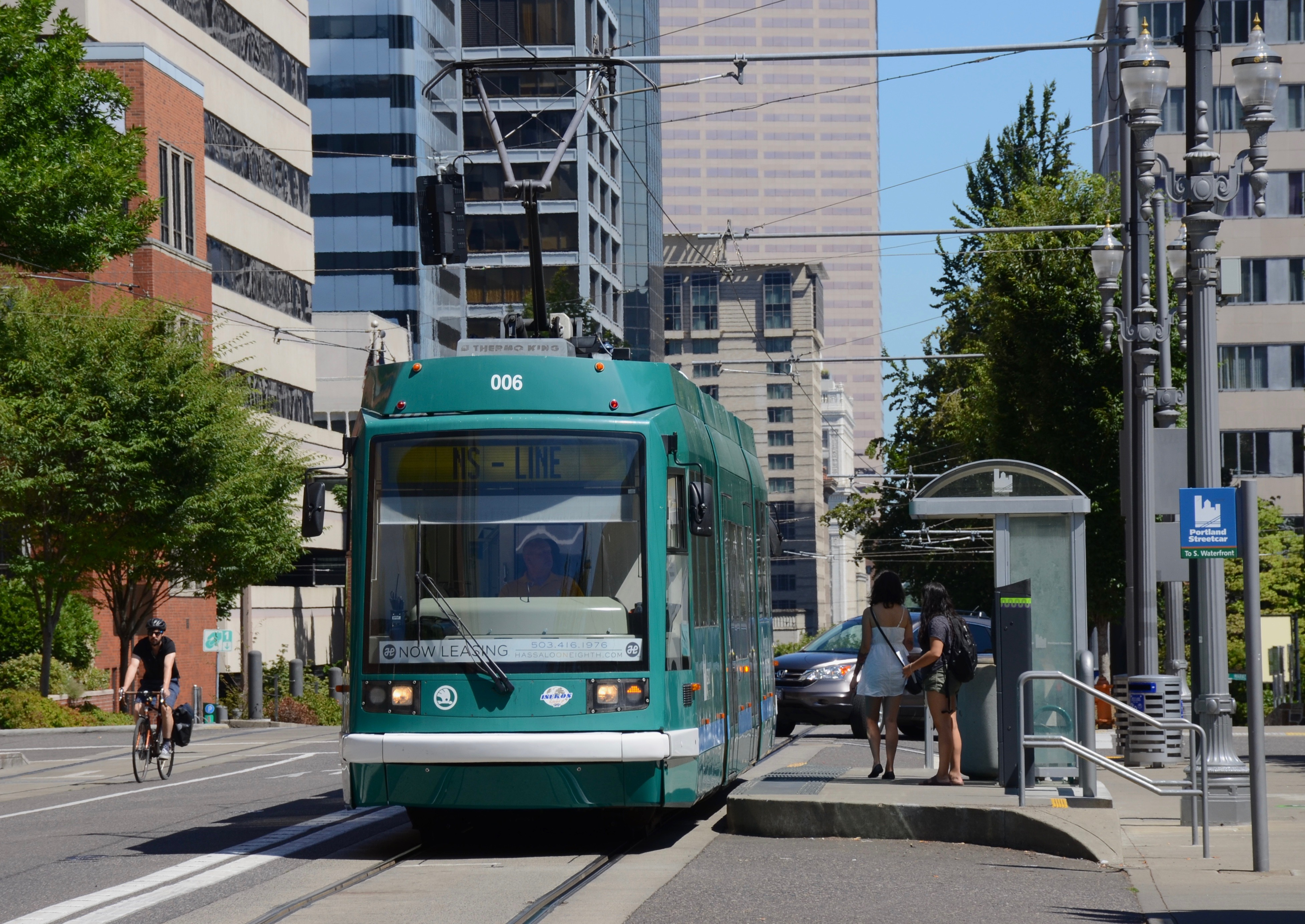
SW 5th & Montgomery電停

| 系統名  | 主要電停 | 備考 |
| ------- | --- | --- |
| Aループ | NW 9th & Lovejoy → N Weidler & Ross → NE 7th & Holladay → Oregon Convention Center → SE MLK & Morrison → OMSI → SW Moody & Meade → PSU Urban Center → SW 5th & Montgomery → SW 10th & Clay → Central Library → NW 10th & Johnson（ → NW 9th & Lovejoy） | 環状系統（時計回り） OMSI → SW 5th & Montgomery間およびNW 9th & Lovejoy → N Weidler & Ross間のブロードウェイ橋はBループと路線を共有 SW Moody & Meade NB → NW 10th & Johnson間はノース・サウス・ラインと路線を共有                                      |
| Bループ | NW 11th & Marshall → NW 11th & Johnson → SW 11th & Alder → SW Park & Market → SW 5th & Montgomery → SW Moody & Meade → OMSI → SE Grand& Morrison → NE Grand & Hoyt → NE Grand & Broadway → N Broadway & Ross（ → NW 11th & Marshall）                   | 環状系統（反時計回り） SW 5th & Montgomery → OMSI間およびN Broadway & Ross → NW 10th & Northrup間のブロードウェイ橋はBループと路線を共有 NW 11th & Johnson → SW Moody & Meade NB間およびNW 10th & Northrup電停付近はノース・サウス・ラインと路線を共有 |

## 車両
開業以来、ポートランド・ストリートカーでは3車体連接式の部分超低床電車が使用されており、塗装は編成によって異なる。これらの車両は軌間が共に標準軌（1,435 mm）であるMAXライトレールへの乗り入れが可能で、ティリクム・クロッシングでは先に"MAX"の路線として敷設された線路の上を走行する。その一方、"MAX"で使用されている車両については曲線半径や線路の規格の差異によりストリートカー区間への乗り入れは出来ない。

### 現有車両

#### シュコダ10T

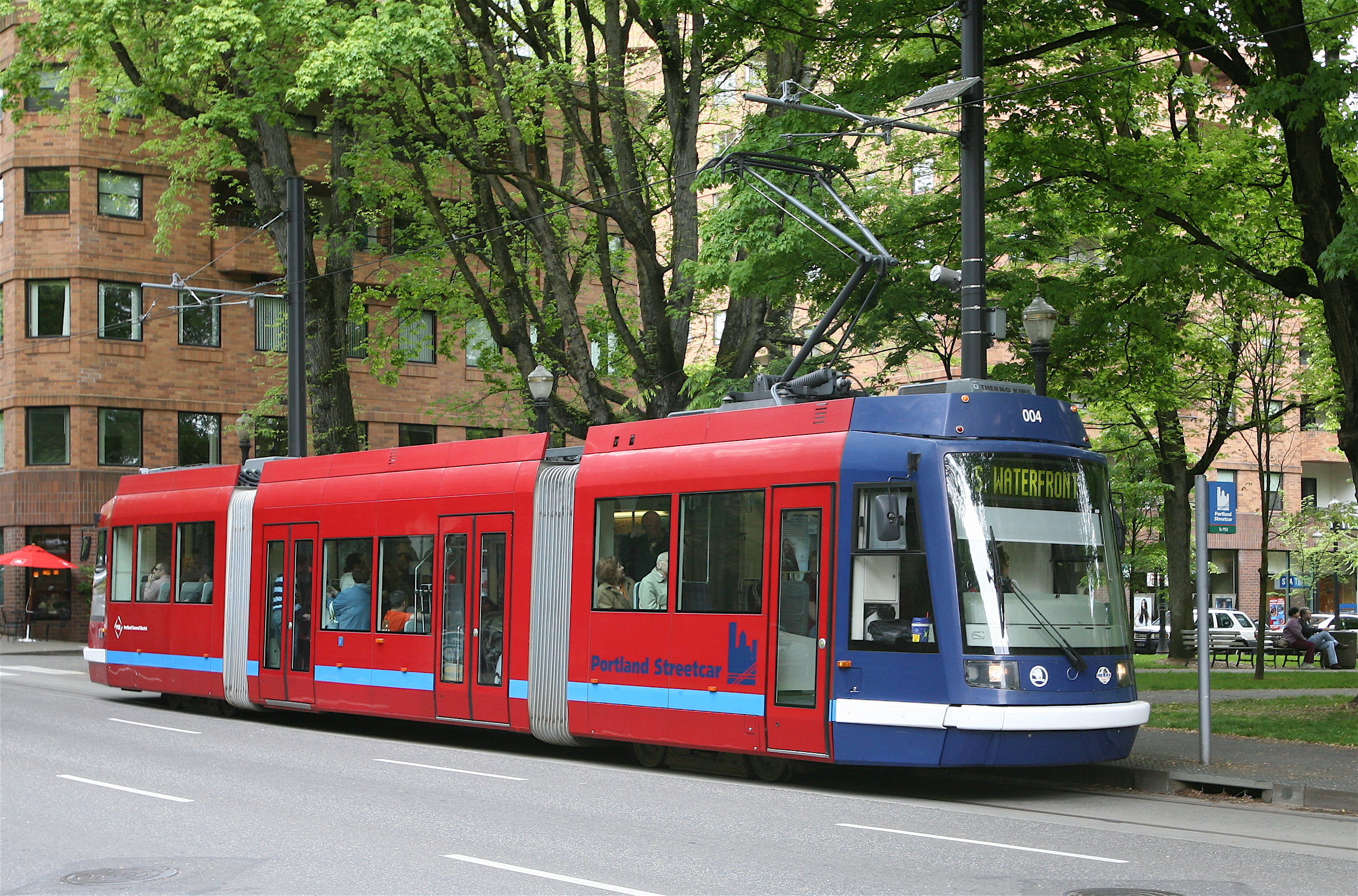
シュコダ 10T

開業に備え発注が行われた、チェコ製の車両。シュコダ・トランスポーテーションとイネコン・グループの合弁事業の一環として製造が実施され、7編成（001-007）が2001年から2002年にかけて導入された。連邦政府からの補助金を用いずに製造する事で、一定以上の部品を米国企業製のもので賄うなど厳しい条件が課せられるバイ・アメリカン法の対象にならず、安価での車両導入が実現した。

#### イネコン・トラム 12 トリオ

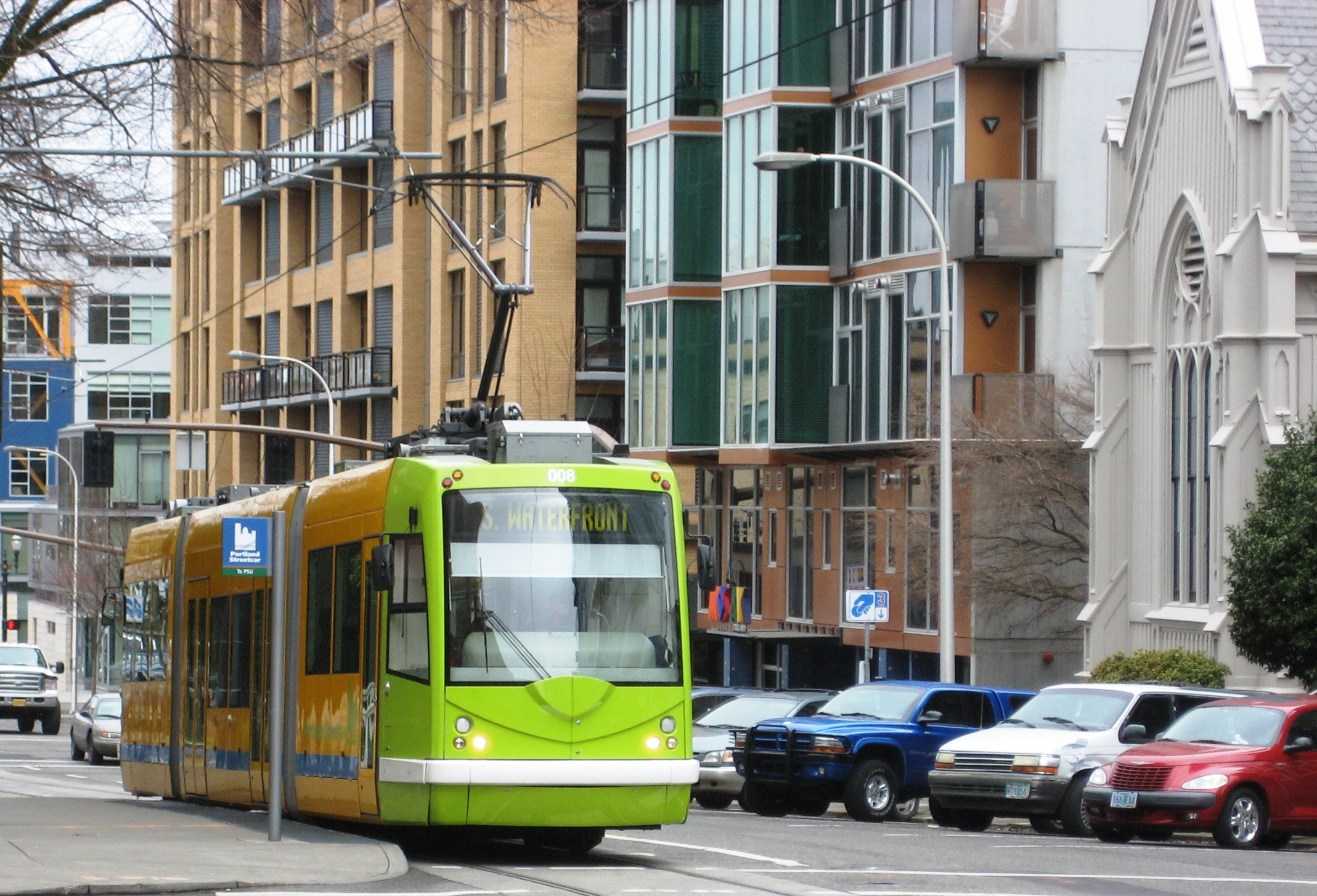
イネコン・トラム 12 トリオ

上記のシュコダ10Tの展開時に生じたシュコダとイネコン間の損失の不均衡を始めとした意見の相違により、両社の業務提携が2001年に解消された事を受け、イネコン・グループが独自に設立した"イネコン・トラム"が米国市場向けに展開を実施した形式。シュコダ10Tを基に設計が行われ、2006年から2007年にかけて3編成（008-010）が導入された。

#### ユナイテッド・ストリートカー 100

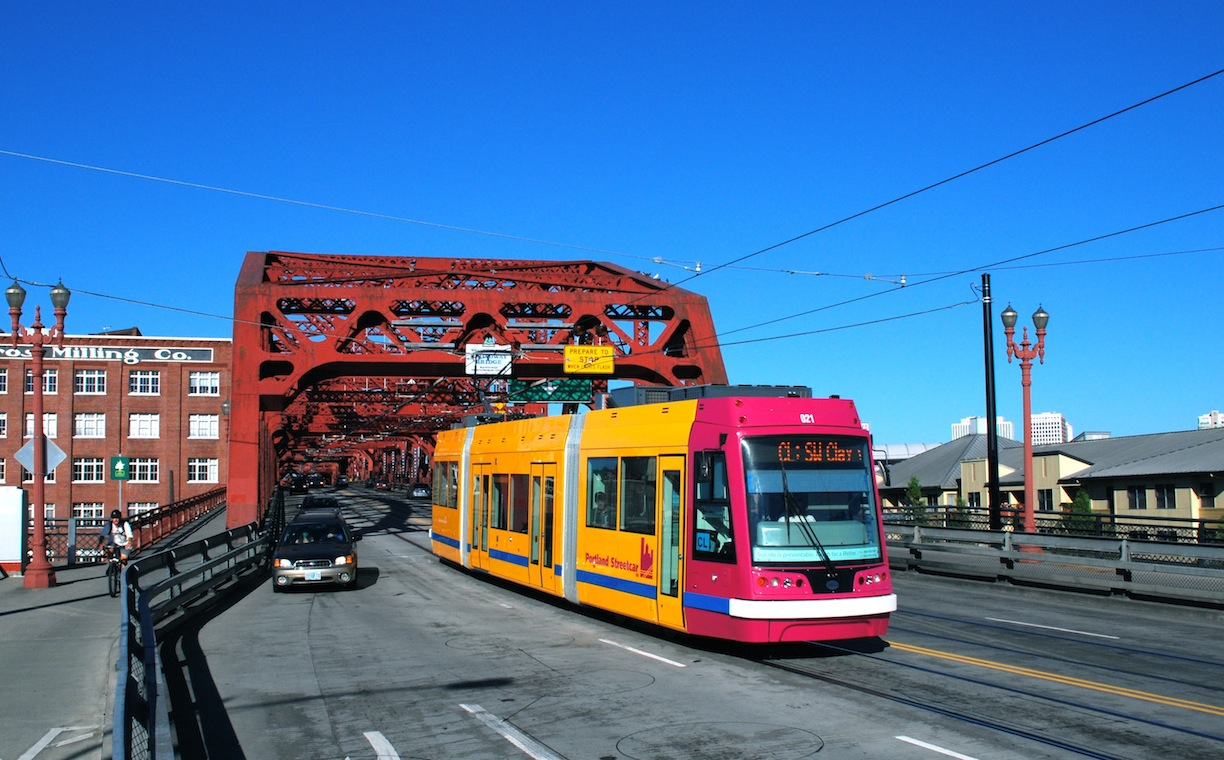
ユナイテッド・ストリートカー 100

シュコダからのライセンス契約に基づき、オレゴン鉄工所の子会社として設立されたユナイテッド・ストリートカーによって、シュコダ10Tを基として製造された車両。バイ・アメリカン条項に基づいてアメリカ国内で製造された初の鉄道車両でもある。2009年に最初の試作車（015）が導入された後、ウィラメット川東部の路線開通に合わせ2012年から2014年までに6編成の量産車（021–026）が導入された。

### 導入予定の車両

#### リバティ
ブルックビル・エクイップメント・コーポレーションがアメリカ各地に展開する部分超低床電車。本数増加に合わせ、2020年を目途に3編成（031-033）が導入される予定となっている。

### 過去の車両

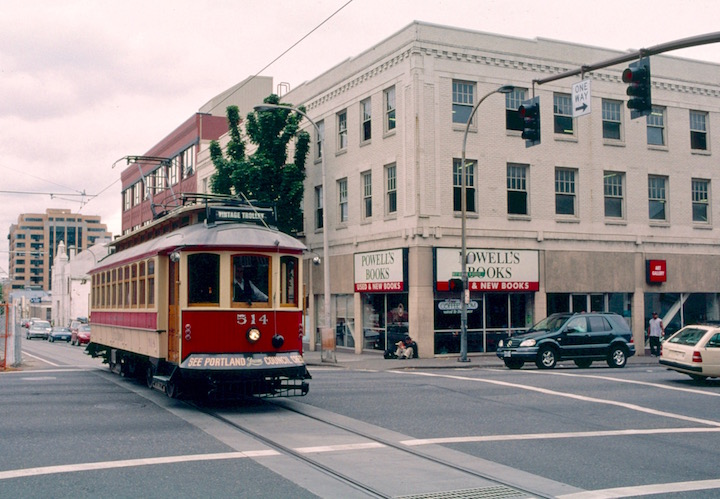
ヴィンテージ・トロリー・サービス（2001年撮影）

2001年から2005年まで、ポートランド・ストリートカーではトライメットが所有する旧型車両を模したレトロ調の電車が毎週末に"ヴィンテージ・トロリー・サービス"（Vintage Trolley service）として運行していた。だが車椅子での乗降に難がある事やリアルタイムで車両の位置が検知可能な衛星検出装置に対応していなかった事、更にリバープレイス方面への急勾配走行時に電動機を損傷する恐れがあった事から、2005年11月をもって運行を終了し、車両はトライメットへ返却された。

## 参考資料
- 三浦幹男, 服部重敬, 宇都宮浄人 (2008-6-10). 世界のLRT(Light Rail Transit) 環境都市に復権した次世代交通. JTBキャンブックス. JTBパブリッシング. ISBN 978-4533071997
- 宇都宮浄人, 服部重敬 (2010-12-16). LRT－次世代型路面電車とまちづくり－. 交通ブックス. 成山堂書店. ISBN 978-4425761814